# منطقه حفاظت‌شده گاردابانی
منطقه حفاظت‌شده گاردابانی (به لاتین: Gardabani Managed Reserve) یک منطقه حفاظت‌شده در گرجستان است که در روستاوی واقع شده‌است.